# HD 164432
HD 164432，又名BD+06 3597，SAO 123017、HR 6719，是一颗恒星，视星等为6.34，位于銀經32.81，銀緯14.09，其B1900.0坐标为赤經17h 56m 0.1s，赤緯+6° 14.09′ 20″。